# John Mayall
John Brumwell Mayall (Macclesfield, Engleska, 29. studenog 1933. – ?, 22. srpnja 2024.) bio je engleski pionir engleskog bluesa, pjevač, kantautor, i multi-instrumentalist. Njegova glazbena karijera duga je više od pedeset godina, ipak njegov utjecaj i popularnost bili su najveći kasnih 60-ih.
On je bio osnivač sastava John Mayall & the Bluesbreakers, koji je djelovao kao svojevrsni inkubator za mnoge britanske talente, nesumnjivo veliku ulogu u tom procesu imao je i sam John Mayall. Kroz Mayallove Bluesbreakerse prošli su; Eric Clapton, Jack Bruce, Peter Green, Mick Fleetwood, John McVie, Mick Taylor, Harvey Mandel, Walter Trout, Larry Taylor, Don Sugarcane Harris, Randy Resnick, Aynsley Dunbar, Dick Heckstall-Smith,  Andy Fraser, Chris Mercer, Henry Lowther, Johnny Almond, Jon Mark i mnogi drugi (preko 100 glazbenika)

## Životopis
Mayall otac  Murray Mayall, bio je gitarist i veliki ljubitelj jazza. Tako da je mali Johnn od ranog djetinstva slušao američke blues glazbenike poput Leadbellya, Alberta Ammonsa, Pinetopa Smitha, i Eddiea Langa, tad je kao samouk naučio svirati klavir, gitaru i usnu harmoniku.
Mayall je proveo tri godine kao britanski vojnik u Koreji (kao redovni vojnik, u to doba i u Britaniji je bilo obavezno otslužiti vojni rok), za jednog od dopusta kupio je svoju prvu električnu gitaru. Nakon povratka u 
Englesku i Manchester, upisao se na College of Art (danas dio Manchester Metropolitan University), te je počeo svirati u poluprofesionalnim sastavima. Po završetku školovanja dobio je posao kao dizajner ali je i nadalje nastavio svirati s lokalnim glazbenicima. 1963. godine povukao je radikalni potez, odlučio se potpuno posvetiti glazbi, zbog tog se preselio u London. Njegov prethodni posao dizajnera, dobro mu je došao i u novom poslu, većinu ovitaka za svoje albume napravio si je sam.
Od kraja 1960-ih Mayall je živio u Americi, sve dok mu nije izgorjela kuća u Laurel Canyonu 1979., tad mu je izgorio i velik dio njegove glazbene zbirke i arhive. John Mayall ženio se dva puta, danas ima šest unuka. Njegova sadašnja žena Maggie Mayall je američka blues pjevačica, koja je još u prvim godinama 1980-ih preuzela na sebe upravljanje glazbenom karijerom Johna Mayalla.
2005. godine Mayall je dobio jedno od najviših britanskih odlikovanja,- Orden britanskog imperija (OBE)

### Rane godine
1956. godine Mayall je s prijateljem Peterom Wardom osnovao sastav The Powerhouse Four, u kojem su pored njih dvoje nastupali i drugi lokalni glazbenici na lokalnim plesovima. 1962. godine Mayall je postao član sastava Blues Syndicate, kojeg su osnovali i vodili trubač John Rowlands i alt saksofonist Jack Massarik.
Oni su bli inpresionirani nastupom sastava Blues Incorporated Alexis Kornera u Manchester klubu i željeli su stvoriti nešto slično – spoj jazza i bluesa. U sastav Blues Syndicate ušao je i ritam gitarist Ray Cummins i bubnjar Cummins Hughie Flint.
Alexis Korner, je savjetovao mladog Mayalla da se mora totalno oprijedijeliti za glazbu, i otići u puno veći London. U Londonu je Alexis Korner bio više nego dobar domaćin Mayallu, upoznao ga je i povezao s mnogim jazz i blues glazbenicima i pomogao u pronalaženju prvih gaža. Već krajem 1963. godine, Mayall je sa svojim sastavom koji je tada zvao Bluesbreakers, počeo stalno nastupati u slavnom londonskom Marquee klubu. Sastav su tvorili; Mayall, Ward, John McVie na basu i gitarist Bernie Watson, bivši član sastava Cyril Davies and the R & B All-Stars. Sljedećeg proljeća Mayall, je prvi put ušao u tonski studio s producentom Ianom Samwellom. Mayall i njegov sastav snimili su dvije pjesme: Crawling Up a Hill i Mr. James ( na snimanju je bio Martin Hart na bubnjevima). Ubrzo nakon toga, Hughie Flint zamijenio Harta, a Roger Dean je uzeo gitaru od Bernie Watsona. Ta postava Bluesbreakersa bila je prateći sastav američkog blues gitarista John Lee Hookera za njegove britanske turneje 1964. godine.
7. prosinca 1964. Mayallu je ponuđen ugovor da se trajno veže uz diskografsku kuću Decca, prva izdana ploča nakon tog ugovora bila je ploča Crocodile Walk, na kojoj je izdanje live nastupa sastava snimljeno u klubu Klook's Kleek. Uz singl je izdat i album, međutim nisu dobro prošli kod publike, tako da je Decca prekinula ugovor o suradnji.
U travnju 1965. bivši gitarist Yardbirdsa Eric Clapton ušao je u  Bluesbreakerse, namjesto Rogera Deana, od tad počinje najbolji period u karijeri Johna Mayalla.

### Od poznih 1960-ih do 1970-ih
Sa svojim novim gitaristom, Bluesbreakersi su počeli privlačiti veliku pozornost.
Međutim Clapton, je naglo i bez najave napustio sastav i morao je biti zamijenjen pod hitno. Mayall je probao naći adekvatnu zamjenu s gitaristima Johnom Weiderom, Johnom Slaughterom i Geoffom Krivitom, i konačno pronašao adekvatnog solo gitarista u Peteru Greenu. John McVie je istjeran iz sastava a u sastav je ušao Jack Bruce kao basist. U studenom 1965., vratio se Eric Clapton, i Green je morao otići. Nešto kasnije tijekom mjeseca, Bluesbreakersi snimaju singl, On Top of the World.
U travnju 1966., Bluesbreakersi se vraćaju u studio da snime svoj drugi album za Deccu s producentom Mike Vernonom. Album Bluesbreakers with Eric Clapton objavljen je Velikoj Britaniji 22. srpnja 1966. Ovaj album danas ima status klasika bluesa, no tada je bio i najveći Mayallov komercijalni uspjeh, dospio je na # 6 britanskih ljestvica. U međuvremenu, Clapton je najavio odlazak i želju da oformi svoj sastav Cream s Jack Bruceom i Ginger Bakerom.
Mayall je morao pronaći adekvatnu zamjenu i uspio je nagovoriti Petera Greena da se vrati u sastav. Tijekom sljedeće godine s Peter Greenom kao solo gitaristom, snimili su oko 40 pjesama. Album  A Hard Road  objavljen je u veljači 1967. I ovaj album ima status klasika bluesa. No uskoro je i Peter Green rekao da odlazi u novi sastav Fleetwood Mac i sa sobom odvodi još dva člana Bluesbreakersa.
Mayallov prvi izbor za zamjenu Greena bio je 16-godišnji David O'List, gitarist iz sastava The Attack. Međutim O'List ga je odbio. Nakon toga Mayall je pronašao dva gitarista za svoje Bluesbreakerse, Terryja Edmondsa i tada 19-godišnjeg Micka Taylora.
U svibnju 1967. u svega jedan dan Mayall je trebao snimiti cijeli album, koji je izdan u studenom pod naslovomThe Blues Alone.
Ova šesteročlana postava Bluesbreakersa  (koju su tvorili; Mick Taylor, solo gitara, John McVie, bas, Hughie Flint ili Keef Hartley, bubnjevi, Rip Kanta i Chris Mercer, saksofoni), snimili su album Crusade 11. i 12. srpnja 1967.
Ova postava Bluesbreakersa veći dio godine provela je na turnejama po inozemstvu, Mayall je to sve vrijedno snimio i izdao na dvostrukom albumu  Diary of a Band, Vols. 1 & 2 objavljen u veljači 1968.  
U međuvremenu, se ponovno desila promjena u sastavu: McVie je napustio grupu, a njega je nakratko zamijenio Paul Williams ( ali je on ubrzo otišao Alanu Priceu), tako da je na njegovo mjesto došao Keith Tillman, a Dick Heckstall-Smith preuzeo je mjesto saksofonista.
Nakon gotovo dvije godine provedene s Mayallom, Mick Taylor ga je napustio i pridružio se Rolling Stonesima 13. lipnja 1969. Potom su uslijedile bezbrojne izmjene u sastavu. Mayall se potom uputio u eksperiment s akustičnim gitaristom Jon Markom i flautistom / saksofonistom John Almondom ali bez bubnjara. S tom postavom je snimio album Empty Rooms.
U studenom 1970. Mayall je snimio dvostruki album  Back to the Roots, na kojem su se pojavili mnogi slavni glazbenici s kojima je svirao do tada; Eric Clapton, Mick Taylor, Harvey Mandel i Jerry McGee kao gitaristi, Thompson i Larry Taylor kao basisti, Keef Hartley i Paul Lagos na bubnjevima.

### 1970. – 1980.
Na početku sedamdesetih Mayall se preselio u Ameriku gdje je proveo većinu sljedećih 15 godina. Tu je i nadalje gorljivo snimao s lokalnim glazbenicima za razne diskografske kuće. U kolovozu 1971., Mayall se upustio u novu avanturu blues blizak jazzu s Albert Kingom. Nastavak te njegove avanture s jazzom je album  Jazz Blues Fusion, s Mayallom na usnoj harmonici, gitari i klaviru, Blue Mitchellom na trubi, Clifford Salomonom i Ernie Wattsom na saksofonu, Larry Taylorom na basu, Ron Selicom na bubnjevima i Freddy Robinzonom na gitari.

### Povratak Bluesbreakersima
1982. godine Mayall se na kratko udružio s Mick Taylorom, John McVieom i Colin Allenom, njegovim glazbenicima iz šezdesetih zbog kraće turneje (puno kasnije je izdat live album s te turneje).
1984. godine Mayall je obnovio svoje Bluesbreakerse, ovaj put s dva solo gitarista Walter Troutom i Coco Montoyom, basistom Bobby Haynesom i bubnjarem Joe Yueleom. Poznato ime bilo je dovoljno da osigura uspješnu svjetsku turneju. Devedesete nisu doniijele ništa bitnog osim uvođenja orgulja u sastav (Tom Canning) i povratka na jednog solo gitarista, ovaj put je to bio Buddy Whittington.
Mayallov 70. rođendan bio je izvaredna prilika za koncert u Liverpoolu na kojem su se pojavili Eric Clapton, Mick Taylor i nekoliko drugih poznatih imena.

## Diskografija
- pogledajte stranice John Mayall & the Bluesbreakers

## Vanjske poveznice
- Službene stranice Johna Mayalla
- Mayallovi koncerti